# Gil, Michoacán
Gil är en ort i Mexiko.   Den ligger i kommunen Tlazazalca och delstaten Michoacán de Ocampo, i den centrala delen av landet, 300 km väster om huvudstaden Mexico City. Gil ligger 1 909 meter över havet och antalet invånare är 135.
Terrängen runt Gil är huvudsakligen kuperad, men den allra närmaste omgivningen är platt. Runt Gil är det ganska tätbefolkat, med 52 invånare per kvadratkilometer. Närmaste större samhälle är Puréparo de Echaíz, 14,9 km söder om Gil. I omgivningarna runt Gil växer huvudsakligen savannskog.